# Maglizh Rocks
Die Maglizh Rocks (englisch; bulgarisch Мъглижки скали Maglischki skali) sind eine Gruppe von Klippen vor der Nordwestküste von Smith Island im Archipel der Südlichen Shetlandinseln. Die zwei größten und benachbarten von ihnen erstrecken sich in ost-westlicher Ausrichtung über eine Länge von 450 m, eine Breite von 100 m und liegen 250 m nordwestlich des Lista Point. Der drittgrößte liegt 400 m nordwestlich der beiden anderen.
Bulgarische Wissenschaftler kartierten sie 2008. Die bulgarische Kommission für Antarktische Geographische Namen benannte sie im selben Jahr nach der Ortschaft Maglisch im Süden Bulgariens.